# گورلاگو
گورلاگو (به ایتالیایی: Gorlago) یکی از شهرهای استان برگامو است که جمعیت آن ۵۰۶۲ است و بر سمت راست رودخانه کیرو قرار دارد.